# Nekla

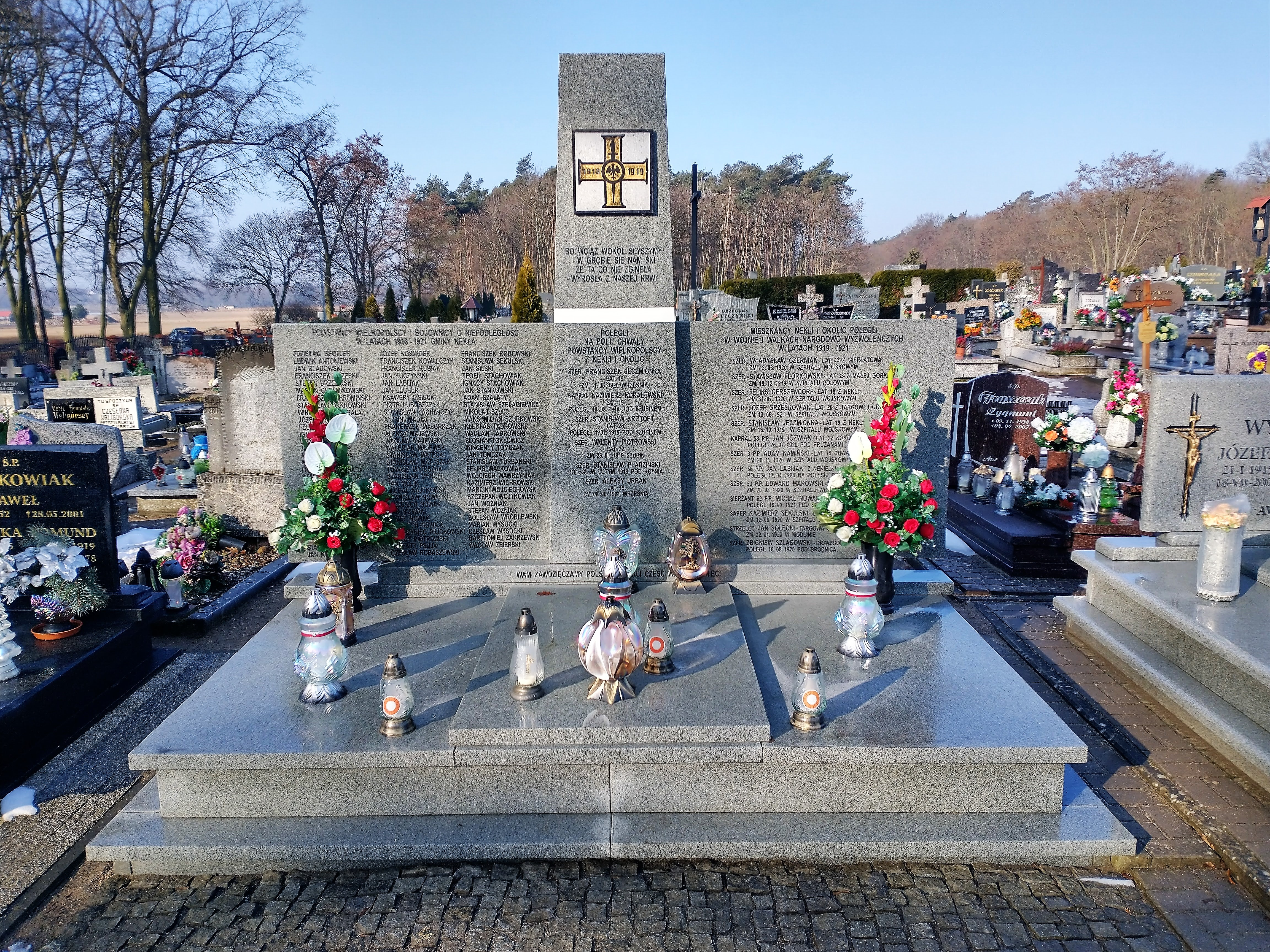
Pomnik poległych mieszkańców Nekli na cmentarzu parafialnym

Nekla – miasto w woj. wielkopolskim, w powiecie wrzesińskim, położone przy drodze krajowej nr 92 z Poznania do Wrześni. Siedziba gminy miejsko-wiejskiej Nekla.
Nekla uzyskała lokację miejską w 1727 roku, zdegradowana w 1793, ponowne nadanie praw miejskich w 2000.
W latach 1954–1972 wieś należała i była siedzibą władz gromady Nekla. W latach 1975–1998 wieś administracyjnie należała do woj. poznańskiego.
Według danych z 2017 Nekla liczyła 3719 mieszkańców
Przez miasto przepływa Moskawa, niewielka rzeka dorzecza Warty.

## Historia
Pierwsze wzmianki o Nekli pochodzą z 1405. Była to wówczas osada zwana Nieklą, co w języku staropolskim oznaczało nadbrzeżne ławice piachu, zarośla lub przystań. O początkach miasta opowiada także jedna z legend. Głosi ona, że w tym miejscu stała kiedyś karczma "Wygoda". Zatrzymał się w niej czarnoksiężnik Twardowski. Na jego rozkaz diabli usypali groblę przez bagna.
Właścicielami miejscowości przez wiele wieków były możne, znane wielkopolskie rody: Starczanowskich, Prażmowskich, Skałowskich, Wilkońskich, Skórzewskich i Żółtowskich. W latach 1727–1793 posiadała prawa miejskie. W tym okresie zostały wybudowane nowe kościoły w Nekli, w pobliskich Targowej Górce i Opatówku. W 1777 ksiądz Aleksy Błachowicz urządził w Nekli szpital czyli dom ubogich. W połowie XVIII w. parafia nekielska liczyła 926 mieszkańców, w tym: 490 katolików, 426 innowierców i 10 Żydów. Ziemia nekielska była gościnna dla prześladowanych obcokrajowców. W połowie XVIII w. w pobliżu Nekli osiedleni zostali na prawie olęderskim staroluteranie, chłopi niemieccy, którzy przybyli w te strony z pogranicza wielkopolsko-brandenburskiego i pomorskiego. Wykorzystując swoje umiejętności oraz wiedzę osuszyli tutejsze bagna i mokradła, wykarczowali las i założyli osadę zwaną kiedyś Nekielskimi Olędrami, a obecnie Nekielką.
Kres świetności dla Nekli nadszedł wraz z II rozbiorem Polski w 1793. Gmina została włączona do zaboru pruskiego, a Nekla straciła prawa miejskie. W 1831 wieś i okolice nawiedziła epidemia cholery. Śmierć zebrała obfity plon. Pozostali przy życiu mieszkańcy ślubowali wówczas coroczne pielgrzymki do Grodziszczka. Tradycja ta zachowała się do dzisiaj.
W 1845 zbudowano szosę z Poznania do Strzałkowa przez Neklę, a pod koniec wieku wieś znalazła się na trasie linii kolejowej z Poznania do Strzałkowa, z przystankiem Nekla. Jedno z podań głosi, że stacja kolejowa jest tak daleko od Nekli, gdyż hrabina Żółtowska, właścicielka wsi nie chciała, aby budził ją głos przejeżdżających pociągów.
W dziejach gminy Nekla zapisało się wielu wybitnych Wielkopolan. Z wsią Mystki związany był Karol Karśnicki (1806-1870), uczestnik spisku podchorążych w powstaniu listopadowym, prezes Wydziału Przyrodniczego Poznańskiego Towarzystwa Przyjaciół Nauk (1860-1862). W Targowej Górce mieszkał Antoni Amilkar Kosiński.
Mieszkańcy Nekli i okolicznych miejscowości brali udział we wszystkich walkach o niepodległość Polski. Uczestniczyli na Wiośnie Ludów w bitwie pod Miłosławiem (1848), w powstaniu styczniowym (1863). Znaleźli się także w szeregach armii powstania wielkopolskiego (1918-1919). Walczyli w okolicach Szubina. Polegli powstańcy zostali pochowani w zbiorowej mogile na cmentarzu w Nekli.
W czasie okupacji hitlerowskiej, w latach 1942-1943 w Nekli istniał jeden z obozów pracy przymusowej dla Żydów pracujących przy budowie linii kolejowej ze Swarzędza do Wrześni. Zginęło w nim około 200 więźniów. Na miejscu obozu umieszczono pamiątkową tablicę. Natomiast przed budynkiem byłej szkoły przy ulicy Poznańskiej znajduje się pomnik poświęcony pamięci trzech Polaków, których w tym miejscu rozstrzelali hitlerowcy we Wrześni w 1939.
Po 1945 Nekla przeżyła okres intensywnego rozwoju. W 1948 została przeprowadzona elektryfikacja Nekli, w 1949 Targowej Górki, w 1950 Starczanowa i Zasutowa, a rok później Gierłatowa. W latach pięćdziesiątych w Nekli powstały kino (1951), lecznica dla zwierząt (1955), ośrodek zdrowia (1957). W następnym dziesięcioleciu zainstalowano w Nekli automatyczną centralę telefoniczną (1961), powstały zakłady produkcyjne: przetwórnia owocowo-warzywna w Podstolicach, nowa piekarnia w Nekli (1970). 18 maja 1969 oddano do użytku wybudowaną w czynie społecznym strażnicę Ochotniczej Straży Pożarnej. W latach siedemdziesiątych rozpoczęto zakładanie w gminie sieci wodociągowej. Władze miejsko-gminne stworzyły dobre warunki zachęcające do inwestowania na terenie gminy Nekla. Dbały także o rozwój oświaty i kultury. W 1948 zainicjowano powstanie gminnej biblioteki.
W 1965 w ciągu sześciu miesięcy wybudowano nową szkołę podstawową w Nekli. Ze środków budżetowych gminy wybudowano w 1988 szkołę w Targowej Górce, pięć lat później salę gimnastyczną w tej miejscowości, a w 1997 szkołę podstawową w Zasutowie.
1 stycznia 2000 Nekla odzyskała prawa miejskie.
W 2004 założony został Społeczny Komitet Renowacji Cmentarzy Olęderskich. Na uroczystości otwarcia cmentarza przybyli m.in. potomkowie rodzin Olęderskich, które w 1846 emigrowały do Australii w poszukiwaniu schronienia przed prześladowaniami ze strony władz pruskich.
W 2005 obchodzono hucznie 600 lecie założenia miejscowości.

## Demografia

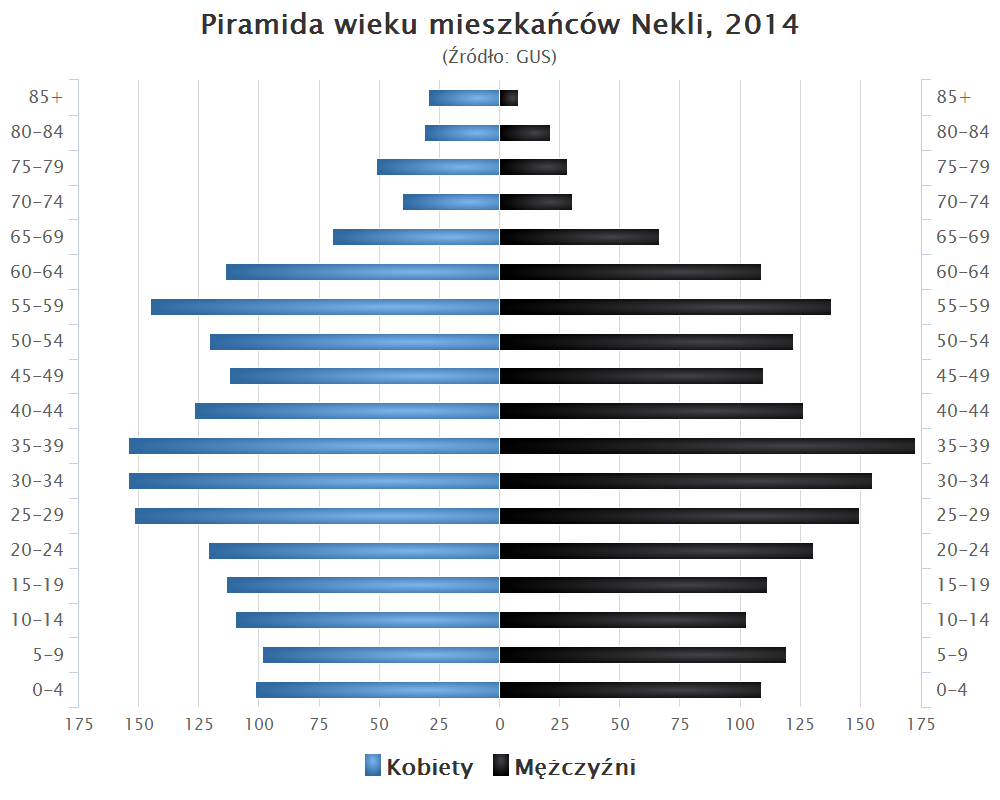
Piramida wieku mieszkańców Nekli w 2014 roku

## Zabytki

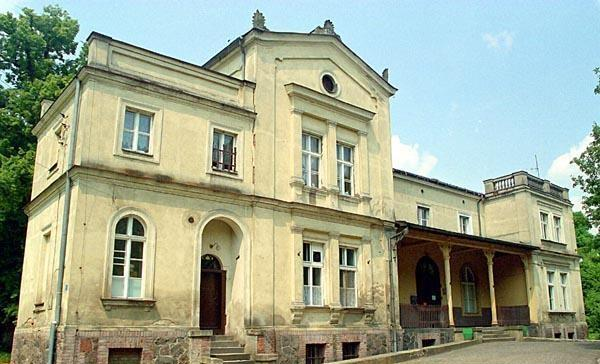
Dwór w Nekli

Na terenie miasta znajdują się 2 obiekty zabytkowe:
- zespół kościoła parafialnego z 1899-1901, ul. Poznańska (nr rej.: 2639/A z 29.01.1998): 
  - kościół parafialny św. Andrzeja Apostoła
  - kaplica-kostnica
  - cmentarz przykościelny
  - ogrodzenie (murowano-metalowe)
- zespół dworski z połowy XIX w.: 
  - dwór (nr rej.: 1445/A z 12.04.1973)
  - park (nr rej.: 83/41/58 z 14.11.1958 oraz 1726/A z 23.04.1975)

## Sport, turystyka i rekreacja
W miejscowości działał klub sportowy Płomień Nekla, którego sekcja piłkarska występuje w poznańskiej klasie okręgowej. Został on zamknięty 24 kwietnia 2023, z powodu nierozliczonej dotacji w kwocie 40,3 tys. zł.

W 2021 otwarto w Nekli ekologiczny park rozrywki "Elfland" (15.000 m²), który jako pierwszy w Polsce został wykonany w całości z drewna i nie posiada urządzeń napędzanych silnikami.
W mieście rozpoczyna się i kończy Szlak Osadnictwa Olęderskiego w Gminie Nekla.